# Manuel da Costa Ataíde
Manuel da Costa Ataíde, noto anche con lo pseudonimo di Mestre Ataíde (Maestro Ataíde) (Mariana, 18 ottobre 1762 – Mariana, 2 febbraio 1830), è stato un pittore e scultore brasiliano.
Considerato uno degli artisti più significativi del Brasile coloniale, la sua produzione artistica si manifestò nel periodo di transizione tra lo stile barocco e quello rococò.

## Biografia

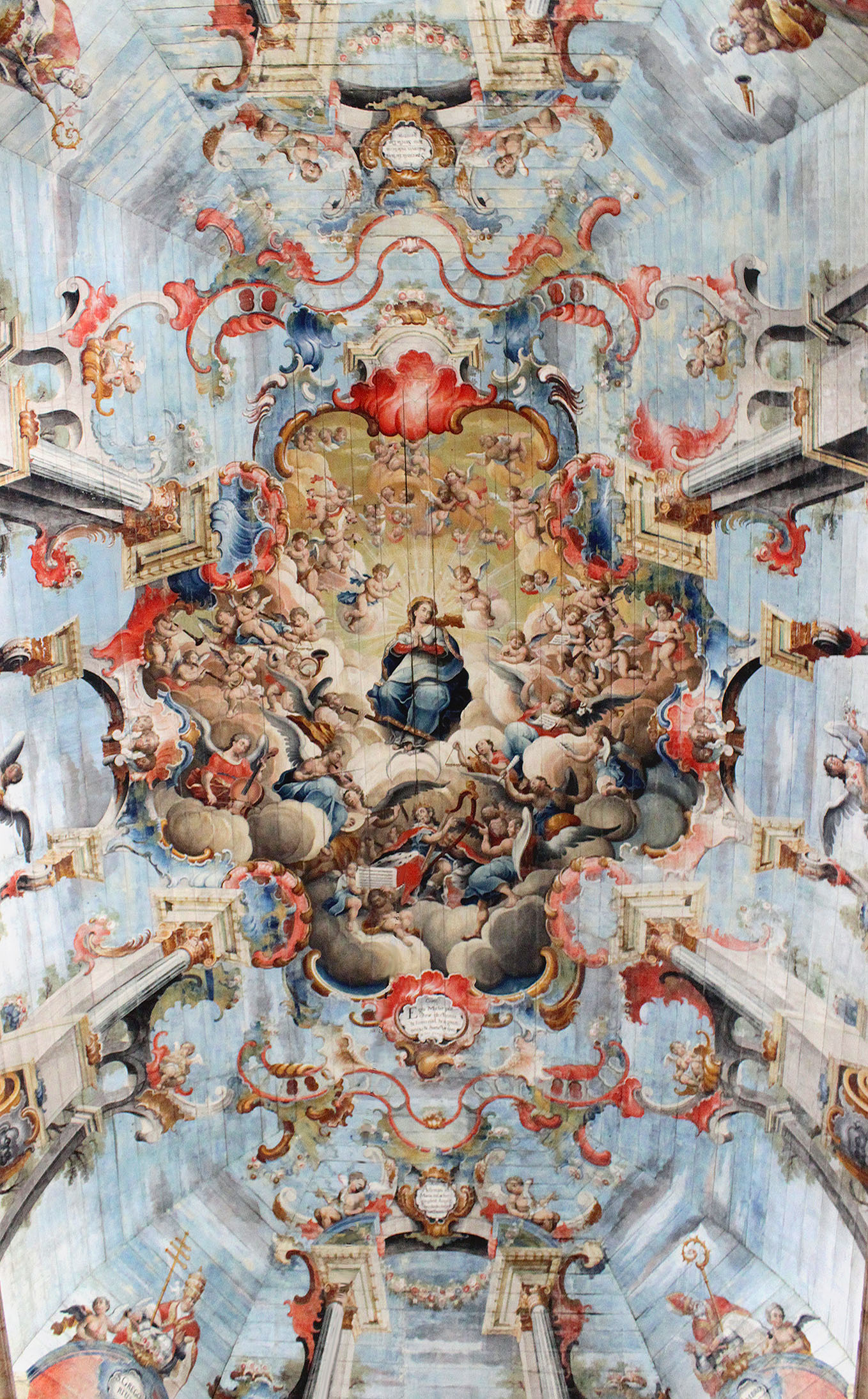
Soffitto della Chiesa di San Francesco d'Assisi ad Ouro Preto

Manuel da Costa Ataíde era il figlio del capitano portoghese Luís da Costa Ataíde, proveniente da Santa Cruz de Alvadia, Ribeira de Pena, e Maria Barbosa de Abreu. Fu battezzato il 18 ottobre 1762. La sua famiglia era di modeste origini possedendo un terreno per la semina di mais e un allevamento di maiali. Aveva quattro fratelli: Domingos, luogotenente e anche pittore, Sebastião, Antônio, che divenne sacerdote, e Izabel Gualdina.
Non si sa quasi nulla dei suoi primi anni, e il resto della sua biografia documentata ci offre poche informazioni. È noto che oltre ad essere un artista, era anche un militare e nel 1797 assunse il grado di sergente della Compagnia di Ordinanze del distretto di Arraial do Bacalhau a Mariana. Nel 1799 raggiunse l'incarico di luogotenente della Compagnia del Distretto di Mombasa, sempre a Mariana. Per quanto riguarda la sua formazione artistico, le lacune sono altrettanto ampie. Carlos Del Negro suppone che potrebbe essere stato un allievo di João Batista de Figueiredo, e può aver imparato anche con altri insegnanti già stabiliti nella regione di Minas, come João Nepomuceno Correia e Castro e Antonio Martins da Silveira. Il suo lavoro ha evidenziato influenze del pittore francese Jean-Louis de Marne e dell'italiano Francesco Bartolozzi.
Ha imparato numerose specialità artistiche, che ha svolto con maestria: è diventato, così pittore, doratore, scultore, illustratore, oltreché insegnante di molti studenti. Deve inoltre aver ricevuto istruzioni in progetti di architettura e in cartografia.
Dal 1808 iniziò una relazione duratura con la mulatta Maria do Carmo Raimunda da Silva, nata nel 1788, con la quale ebbe sei figli: Francisco de Assis Pacífico da Conceição (1809), Maria do Carmo Neri da Natividade (1812), Sebastião (1814), Francisca Rosa de Jesus (1815), Justino (1818), e Ana Umbelina do Espírito Santo (1821).
Contemporaneo di Aleijadinho, al quale viene spesso affiancato per talento e doti, e con il quale ha collaborato nella realizzazione dei dipinti, degli altari, delle statue, nella chiesa di San Francesco a Ouro Preto, che è riconosciuta come una delle migliori testimonianze del cosiddetto rococò mineiro.
È nato nelle stato delle Minas Gerais, ed è sepolto nella stessa città natale, nei dintorni della chiesa di San Francesco, dove ha dipinto i soffitti, con un suo Diluvio Universale, e anche la sagrestia, con raffigurazioni inerenti alla vita del santo.
Sempre a Mariana, ha dipinto il soffitto del presbiterio nella chiesa di Nostra Signora del Rosario, con la sua Ascensione della Vergine e il dipinto al tabernacolo (1826).

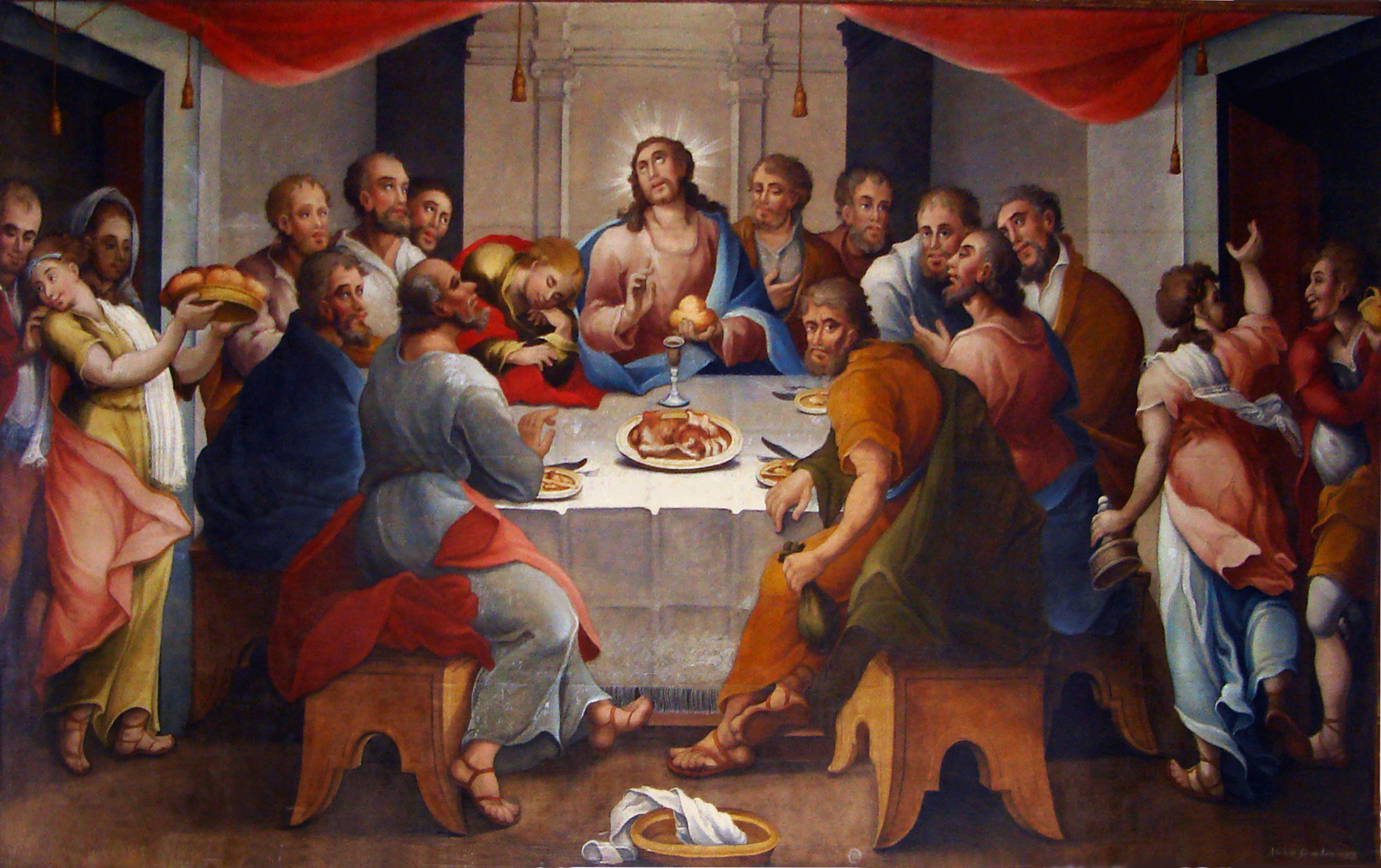
L'ultima cena. Santuario di Caraça.

Due anni dopo ha realizzato una delle sue opere più apprezzate, l'Ultima Cena del Seminario di Caraça.
La località nella quale ha soggiornato e lavorato a lungo è stata sicuramente Ouro Preto, basti citare la volta della chiesa Di San Francesco con Assunzione della Vergine (1810), alle pareti del presbiterio arricchite con episodi della vita di Abramo.
Altri lavori importanti di pittura e di doratura degli altari, Ataíde li ha realizzati, sempre nella stessa città, nella chiesa di Nostra Signora del Carmine, dove si è distinto per il soffitto della sacrestia impreziosito dalla Vergine col Bambino che dà lo scapolare a S.Simone Stock e altri santi legati all'ordine carmelitano.
Insieme ai pittori João Batista de Figueiredo, Antônio Martins da Silveira, Ataíde fondò la Scuola di Mariana. Il maestro ha influenzato molti artisti, soprattutto per il suo stile prospettico delle volte delle chiese, per l'armonia cromatica dei suoi dipinti e la grande espressività dei suoi personaggi sacri.